# Giorgos Foundas
Giorgos Foundas (Fócida, 13 Fevereiro 1924 - Atenas, 28 de novembro de 2010) foi um ator de cinema e televisão grego